# Operator Logistyczny Paliw Płynnych
Operator Logistyczny Paliw Płynnych Sp. z o.o. (OLPP) – spółka, która istniała w latach 1997–2017. Była największą na polskim rynku firmą, oferującą usługi magazynowania zapasów i rezerw produktów ropopochodnych, a także usługi logistycznej bieżącej konsumpcji paliw. 3 stycznia 2018 roku Spółka została wchłonięta przez PERN S.A. z siedzibą w Płocku.
OLPP Sp. z o.o. posiadała 22 bazy paliw, w których przechowywane były: benzyna, olej napędowy, lekki olej opałowy, paliwo lotnicze. Ich łączna pojemność stanowiła ok. 1,8 miliona metrów sześciennych. Pięć baz znajdowało się przy końcówkach dalekosiężnych rurociągów paliwowych, tj. bazy: Koluszki, Nowa Wieś Wielka, Boronów, Emilianów i Rejowiec Poznański. Cztery obiekty przy wschodniej granicy Polski posiadały kolejowe terminale przeładunkowe z torów szerokich na normalne. Pozwalały one na przeładunek rocznie 2,7 miliona ton paliw, ropy naftowej i gazu. Dzięki bazie w Dębogórzu i terminalowi morskiemu, możliwe było sprowadzenie do Polski lub wysłanie w świat 1,2 miliona ton paliw rocznie.
W 2017 spółka została odznaczona odznaką honorową „Zasłużony dla Przemysłu Naftowego i Gazowniczego”.

## Bazy paliw należące w latach 1997–2017 do OLPP
- Nr 1 – Koluszki (łódzkie)
- Nr 2 – Nowa Wieś Wielka (kujawsko-pomorskie)
- Nr 3 – Boronów (śląskie)
- Nr 4 – Rejowiec Poznański (wielkopolskie)
- Nr 5 – Emilianów (mazowieckie)
- Nr 6 – Skarżysko Kościelne (świętokrzyskie)
- Nr 7 – Trzebież (zachodniopomorskie)
- Nr 8 – Jastrowie (wielkopolskie)
- Nr 9 – Wola Rzędzińska (małopolskie)
- Nr 10 – Kawice (dolnośląskie)
- Nr 11 – Zamek Bierzgłowski (kujawsko-pomorskie)
- Nr 12 – Chruściel (warmińsko-mazurskie)
- Nr 13 – Zawadówka (lubelskie)
- Nr 14 – Strzemieszyce (śląskie)
- Nr 15 – Narewka (podlaskie)
- Nr 16 – Waliły (podlaskie)
- Nr 17 – Barycz (świętokrzyskie)
- Nr 18 – Żagań (lubuskie)
- Nr 19 – Grabowno Wielkie (dolnośląskie)
- Nr 20 – Ugoszcz (pomorskie)
- Nr 21 – Dębogórze (pomorskie)
- Nr 22 – Małaszewicze (lubelskie)